# غرايم جيلمور
غرايم جيلمور (بالإنجليزية: Graeme Gilmore)‏ هو دراج أسترالي، ولد في 29 يونيو 1945 في ملبورن في أستراليا.

## وصلات خارجية
- غرايم جيلمور على موقع أرشيف الدراجات (الإنجليزية)
- غرايم جيلمور على موقع إحصائيات الدراجات الإحترافية (الإنجليزية)